# All About Jazz
All About Jazz (с англ. — «Всё о джазе») — веб-сайт, основанный Майклом Риччи в 1995 году. Штат волонтеров публикует новости, обзоры альбомов, статьи, видео и списки концертов и других мероприятий, связанных с джазом. Риччи поддерживает связанный сайт, Jazz Near You, о местных концертах и мероприятиях.
Ассоциация джазовых журналистов признавала All About Jazz лучшим веб-сайтом, освещающим джаз, тринадцать лет подряд, с 2003 по 2015 год, когда категория была упразднена. В 2015 году Риччи сказал, что сайт посещали максимум 1,3 миллиона читателей в месяц в 2007 году. Другой источник сообщил, что у сайта более 500 000 читателей по всему миру.
Риччи родился в Филадельфии, штат Пенсильвания, США. Он слышал классику и джаз из музыкальной коллекции своего отца. Он играл на трубе и пошел на свой первый джазовый концерт, когда ему было восемь. Имея опыт работы в области компьютерного программирования, он объединил свой интерес к джазу и Интернету, создав в 1995 году веб-сайт All About Jazz.
На веб-сайте публикуются обзоры, интервью и статьи, относящиеся к джазу в США и по всему миру, включая информацию о фестивалях, концертах и других мероприятиях.
В 2016 году Риччи был удостоен премии Jazz Bridge Ambassador Award за его вклад в развитие джаза в Филадельфии.